# Anthaxia weidlichi
Anthaxia weidlichi es una especie extinta de escarabajo del género Anthaxia, familia Buprestidae. Fue descrita científicamente por Bílý en 1996.

## Distribución
Se distribuye por las ecozonas del Neártico, Neotrópico, región indomalaya, Paleártico y región afrotropical.